# آن باكستر
آن باكستر (7 مايو 1923 - 12 ديسمبر 1985)، هي ممثلة سينمائية ومسرحية أمريكية بارزة. حصلت على جائزة الأوسكار لأفضل ممثلة مساعدة عن دورها في فيلم "حافة السكين" عام 1946، كما ترشحت لجائزة الأوسكار لأفضل ممثلة عن دورها في فيلم "كل شيء عن حواء" عام 1950.
تميزت بمشاركاتها في العديد من الأعمال البارزة، من بينها "آل أمبرسون الرائعين" (1942)، و"أنا أعترف" (1953)، و"الوصايا العشر" (1956).

## حياتها
ولدت آن باكستر في مدينة ميشيغان بولاية إنديانا، لأم تدعى كاثرين دوروثي (ني رايت، 1894-1979)، كان جدها لأمها المهندس المعماري الشهير فرانك لويد رايت، أما والدها كينيث ستيوارت باكستر (1893-1977) فكان مسؤولًا تنفيذيًا بارزًا في شركة لتقطير المياه.
بدأ شغف باكستر بالتمثيل منذ صغرها، حيث أدت أول تجربة لها في الخامسة من عمرها من خلال تمثيلها في إحدى مسرحيات المدرسة. بعد انتقال عائلتها إلى نيويورك عندما كانت في السادسة من عمرها، استمرت باكستر في ممارسة التمثيل. نشأت في مقاطعة وستشستر، نيويورك، والتحقت بمدرسة بيرللي، وهي مدرسة خاصة مخصصة للفتيات فقط.
حضرت حين كانت في سن العاشرة إحدى مسرحيات برودواي من بطولة هيلين هايز، التي كانت من أكبر معجباتها، وعندها صرحت عن رغبتها في أن تصبح ممثلة. في سن الثالثة عشرة، شاركت في إحدى مسرحيات برودواي، لكنها أدت دورًا صامتًا. خلال تلك الفترة، تعلمت التمثيل على يد المعلمة الشهيرة ماريا أوسبنسكايا.
في عام 1939، عُرض على باكستر دور الأخت الصغرى لكاثرين هيبورن في مسرحية "قصة فيلادلفيا"، لكن هيبورن لم تكن راضية عن أسلوبها في التمثيل، فتم استبدالها قبل عرض المسرحية. بدلاً من أن تستسلم للإحباط، قررت باكستر التوجه إلى هوليوود لتحقيق طموحاتها.

## وفاتها
في 4 ديسمبر 1985، تعرضت آن باكستر لحادث أثناء محاولتها إيقاف سيارة أجرة في جادة ماديسون بمدينة نيويورك، مما أدى إلى إصابتها بتمدد في الأوعية الدموية في الدماغ. نُقلت باكستر إلى مستشفى لينوكس هيل، حيث بقيت على أجهزة الإنعاش لمدة ثمانية أيام. بعد أن أكد الأطباء توقف وظائف الدماغ بشكل كامل، وافقت أسرتها على فصل أجهزة الإنعاش.
توفيت آن باكستر في 12 ديسمبر 1985 عن عمر يناهز 62 عامًا. ودفنت في مقبرة لويد جونز بمنطقة الربيع الأخضر في ولاية ويسكونسن.

## روابط خارجية
- آن باكستر على موقع IMDb (الإنجليزية)
- آن باكستر على موقع الموسوعة البريطانية (الإنجليزية)
- آن باكستر على موقع روتن توميتوز (الإنجليزية)
- آن باكستر على موقع مونزينجر (الألمانية)
- آن باكستر على موقع ألو سيني (الفرنسية)
- آن باكستر على موقع ميوزك برينز (الإنجليزية)
- آن باكستر على موقع تيرنر كلاسيك موفيز (الإنجليزية)
- آن باكستر على موقع أول موفي (الإنجليزية)
- آن باكستر على موقع قاعدة بيانات برودواي على الإنترنت (الإنجليزية)
- آن باكستر على موقع قاعدة بيانات الأفلام السويدية (السويدية)